# Університет Нового Південного Уельсу
33°55′4″ пд. ш. 151°13′52″ сх. д. / 33.91778° пд. ш. 151.23111° сх. д. 33°53′02″ пд. ш. 151°13′13″ сх. д. / 33.88394° пд. ш. 151.22032° сх. д. 35°17′38″ пд. ш. 149°09′50″ сх. д. / 35.29389° пд. ш. 149.16389° сх. д.
Університет Нового Південного Уельсу (англ. The University of New South Wales), також відомий під абревіатурою UNSW , є публічним університетом, що розташований у Кенсінгтоні, одному з передмість Сіднея.

## Історія

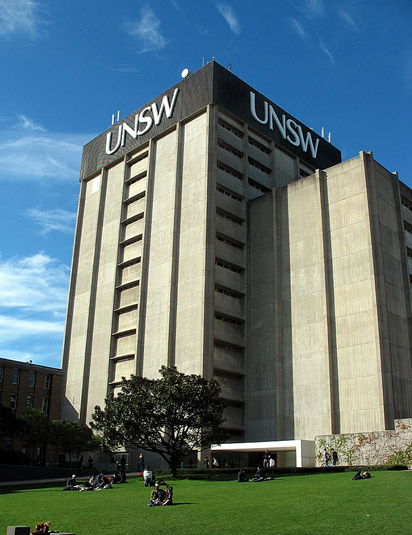
Будівля університетської бібліотеки

Ідею щодо заснування університету спонукала криза, що виникла після Другої світової війни. Австралійське суспільство визнало необхідність перетворення сільськогосподарської країни на індустріальну за допомогою науки і техніки. Після війни лейбористське керівництво штату вирішило, що необхідно створити спеціалізований університет для підготовки висококваліфікованих інженерів та технологів за спеціальностями, з яких не давав освіти Університет Сіднея.
Університет спочатку отримав назву «Технологічний університет Нового Південного Уельсу». У березні 1948 року було розроблено першу програму навчання, що включала 46 напрямків підготовки, в тому числі цивільне будівництво, механіка, видобуток та розробка, електроніка.
1951 року Законодавчі збори Нового Південного Уельсу ухвалили постанову про необхідність будівництва окремого університетського містечка для Університету. Зведення навчальних та житлових корпусів розпочалося у Кенсінгтоні — одному з передмість Сіднея, де зараз і розташовано Університет.
У 1958 році було змінено назву Університету на сучасну. У 1960 році UNSW було розширено та започатковано нові факультети, серед яких були факультет мистецтв, медичний та юридичний факультети.
Першим ректором Університету був Артур Деннінг (1949—1952), який зробив важливий внесок до створення закладу. 1953 його замінив професор Філіп Бекстер. За часів Бекстера Університет виріс від купки студентів до 15000 у 1968 . Наступним ректором став професор Руперт Маєрс (1969—1981). Ще пізніше керівництво Університетом очолив професор Майкл Берт (1981—1992). За його часів було розширено університетське містечко. Розбудову містечка продовжив й наступний ректор — професор Джон Ніланд (1992—2002).
1990-ті принесли Університету розвиток мистецтв та подальше збільшення приватних інвестицій. У цей час доля приватних внесків становить 45 % від щорічного бюджету закладу. 
Університет розмістив також свої коледжі у Ньюкаслі (1951) та Вуллонгонзі (1961), що в підсумку стали двома незалежними університетами 1965 і 1975 відповідно.

## Керівництво

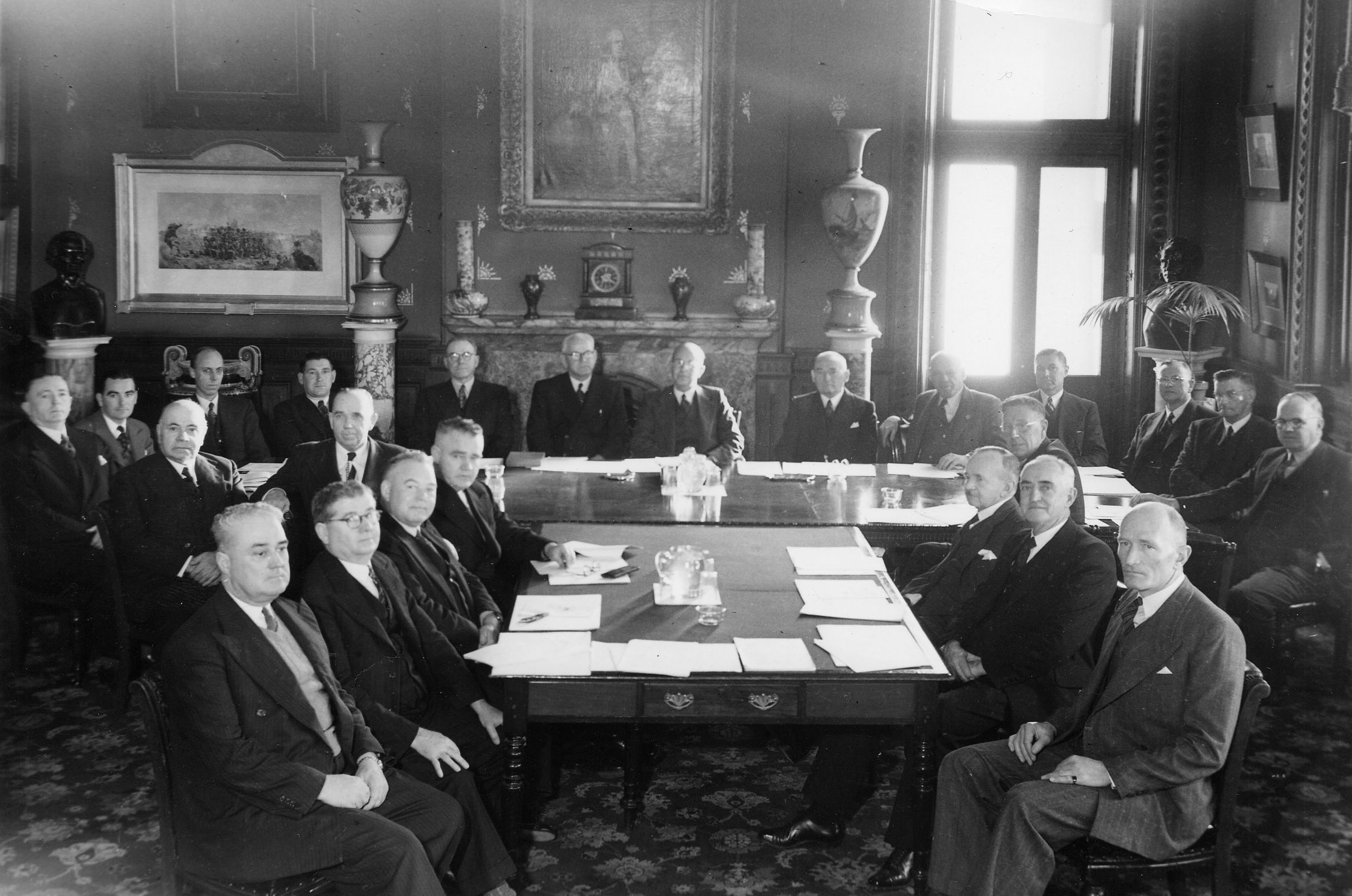
Перше зібрання Ради Університету 1949 року

Університетом керує Рада, що складається з 22 членів, яких обирають з числа штатних співробітників, студентів та дипломованих спеціалістів, а також членів, призначених безпосередньо Міністерством освіти та науки.

## Рейтинг
2010 року Університет посів 46 сходинку у рейтингу університетів світу (5 місце серед австралійських університетів).

## Студенти й співробітники
UNSW в цей час нараховує близько 40000 студентів. Понад 5000 співробітників зайнято у 76 школах, 69 дослідницьких центрах, 6 інститутах, 4 навчальних клініках, 8 житлових коледжах та багатьох адміністративних відділах.
У 2008 році створено Університетський центр спорту та відпочинку.

## Факультети
До складу Університету входять дев'ять факультетів:
- Мистецтв та соціальних наук
- Академія оборони Австралії
- Австралійська школа бізнесу
- Факультет екології
- Коледж мистецтв
- Інженерний факультет
- Факультет права
- Медичний факультет
- Науковий

## Університетське містечко

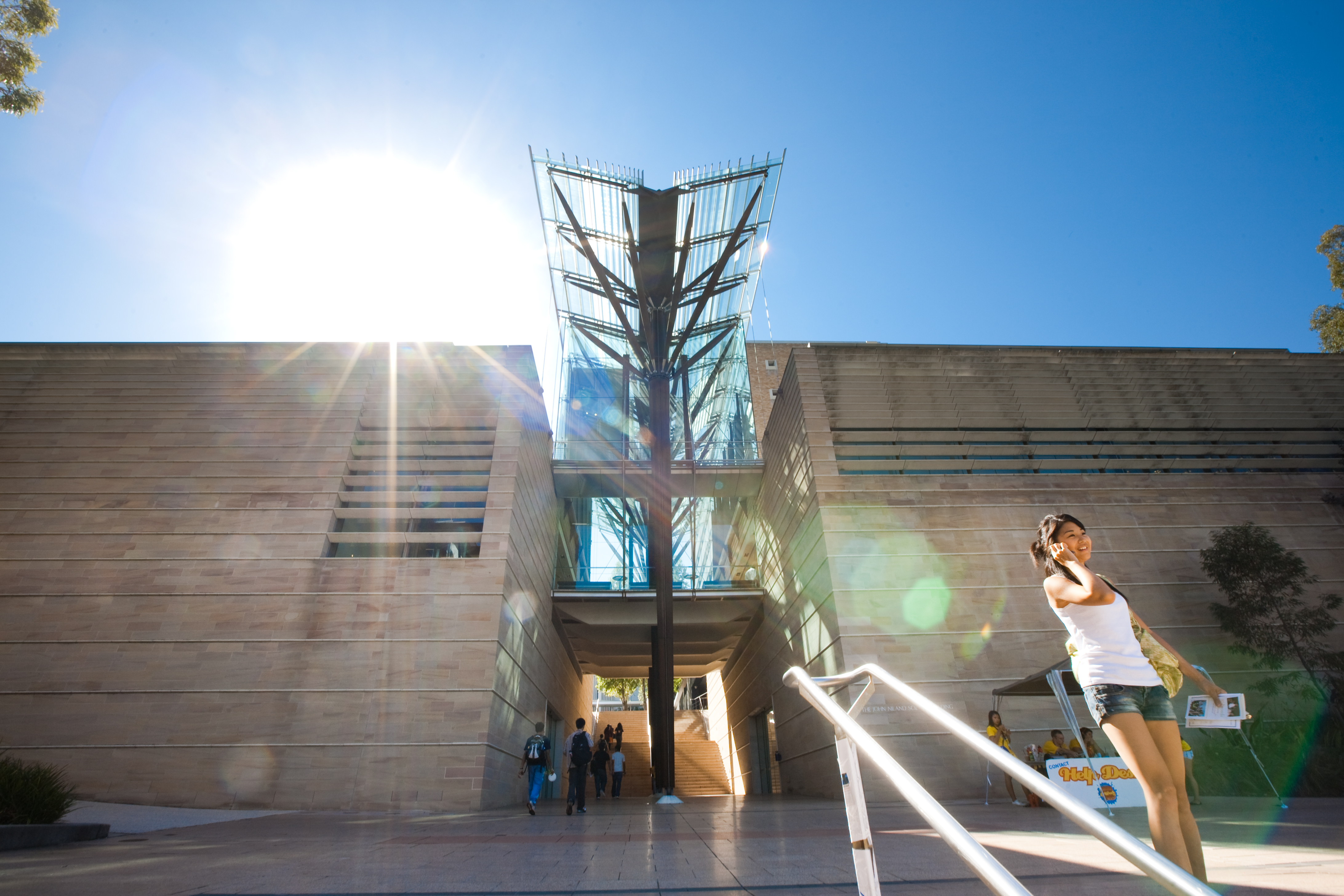
Корпус імені Джона Нілленда

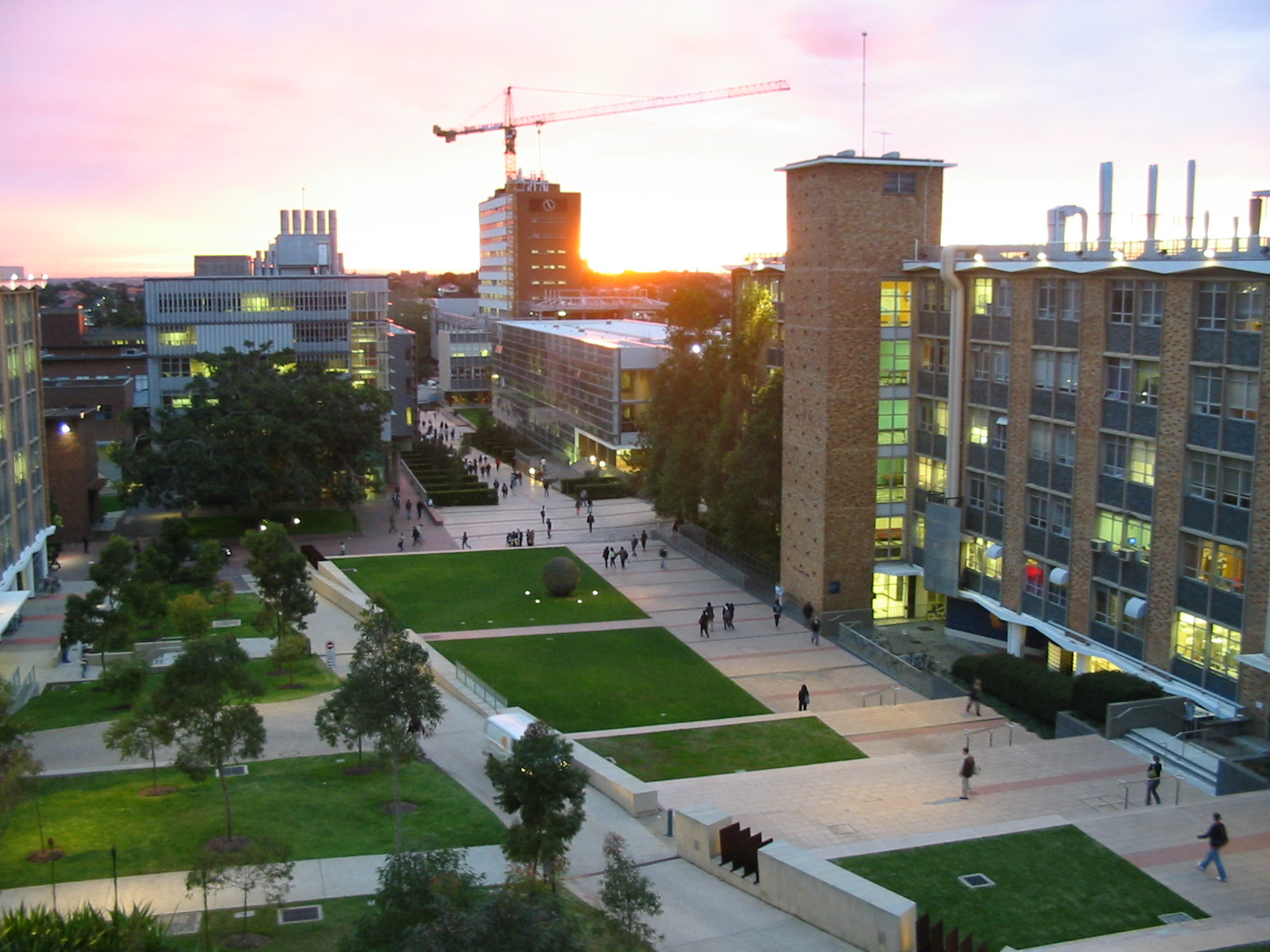
Нижне містечко на заході сонця

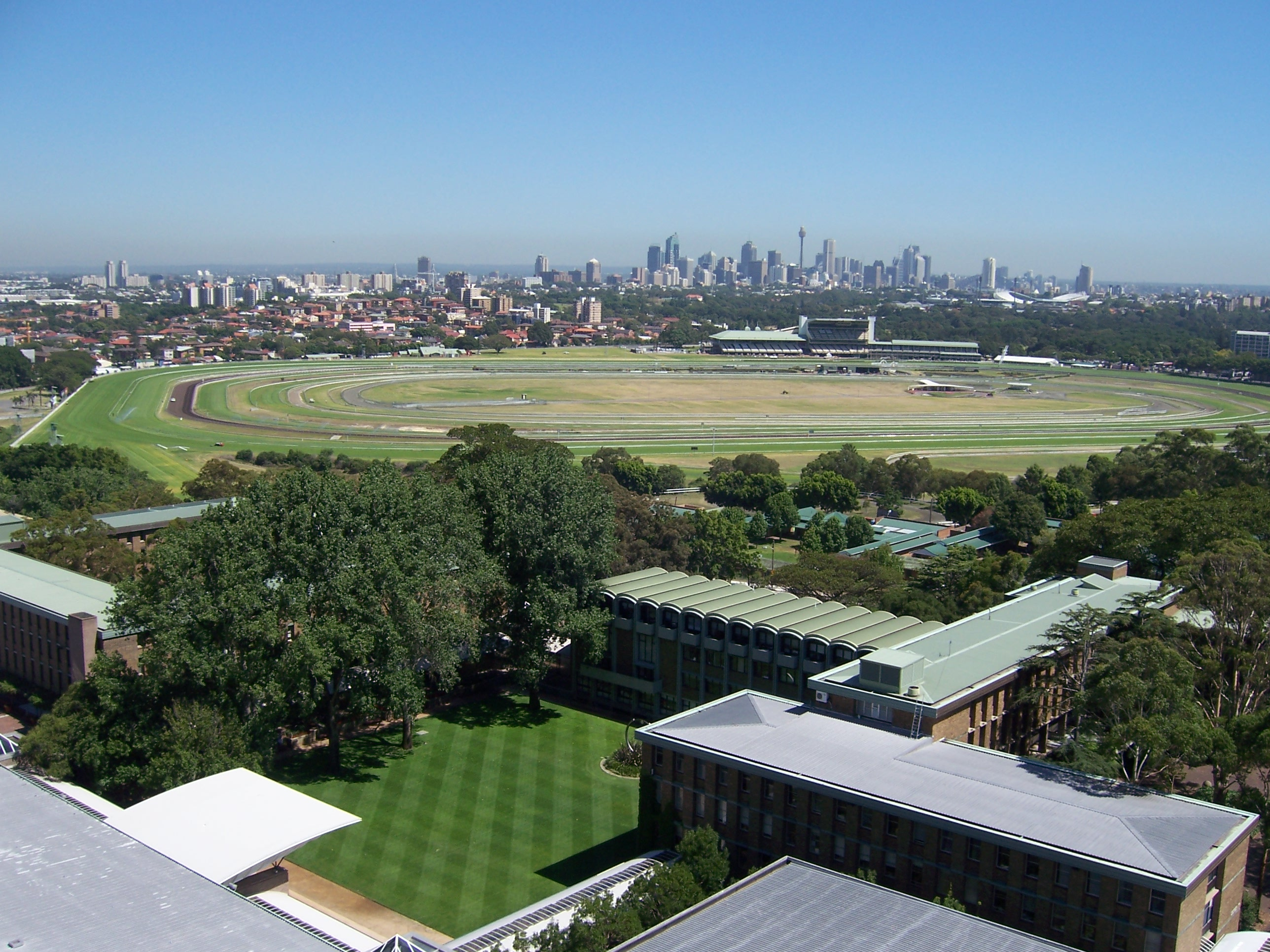
Вид на Сідней

Головне університетське містечко розташовано у Кенсінгтоні, одному з передмість Сіднея. Два з факультетів вишу розташовано у іншому місці. Коледж мистецтв знаходиться у Педдінгтоні, Академія оборони — у Канберрі.
Університет має багато житлових коледжів, включаючи: Коледж Філіпа Бекстера, Новий коледж, Коледж Воррена, Міжнародний дім, Коледж Шалом та Крестон-коледж.

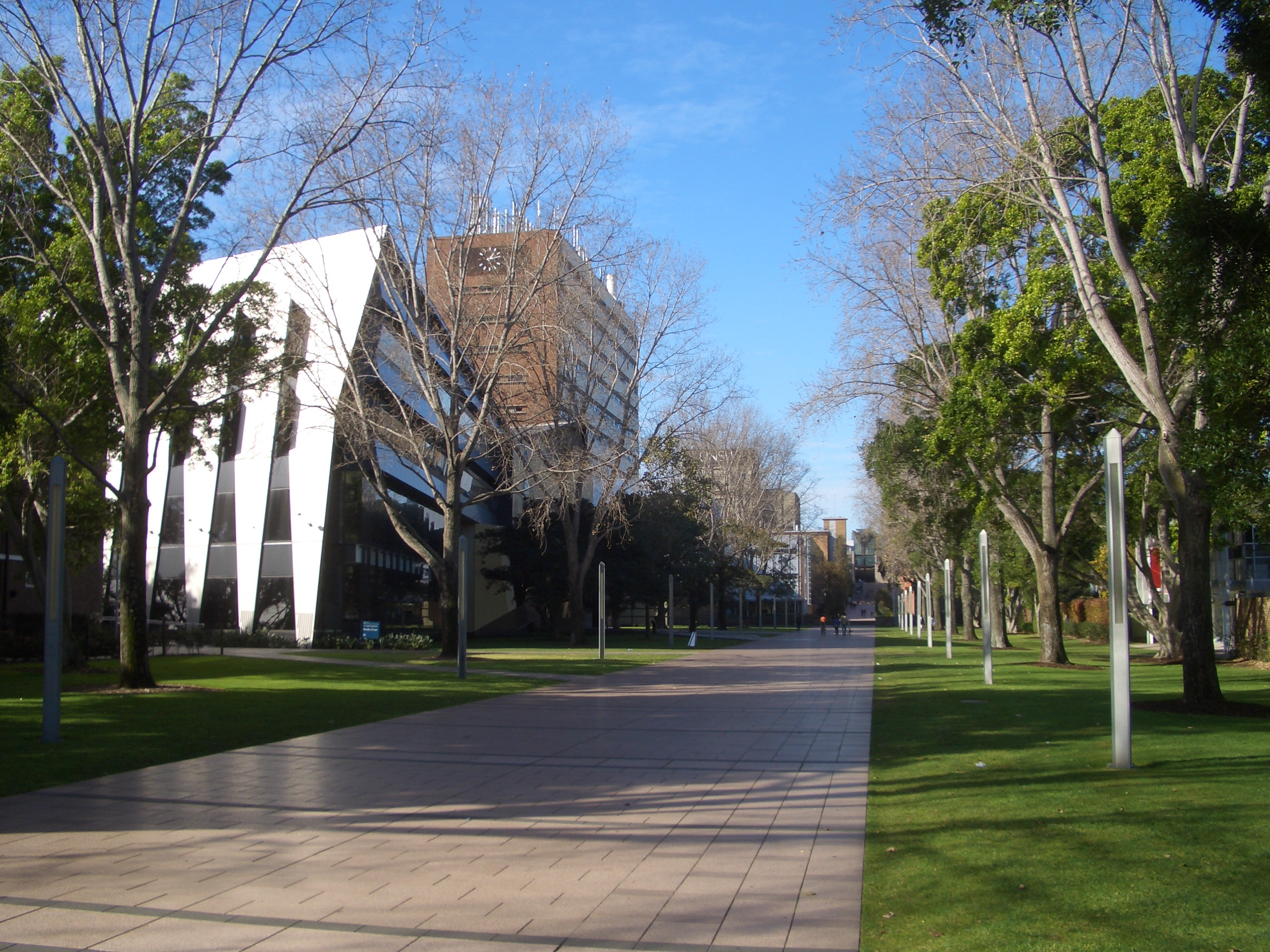
Нижнє містечко
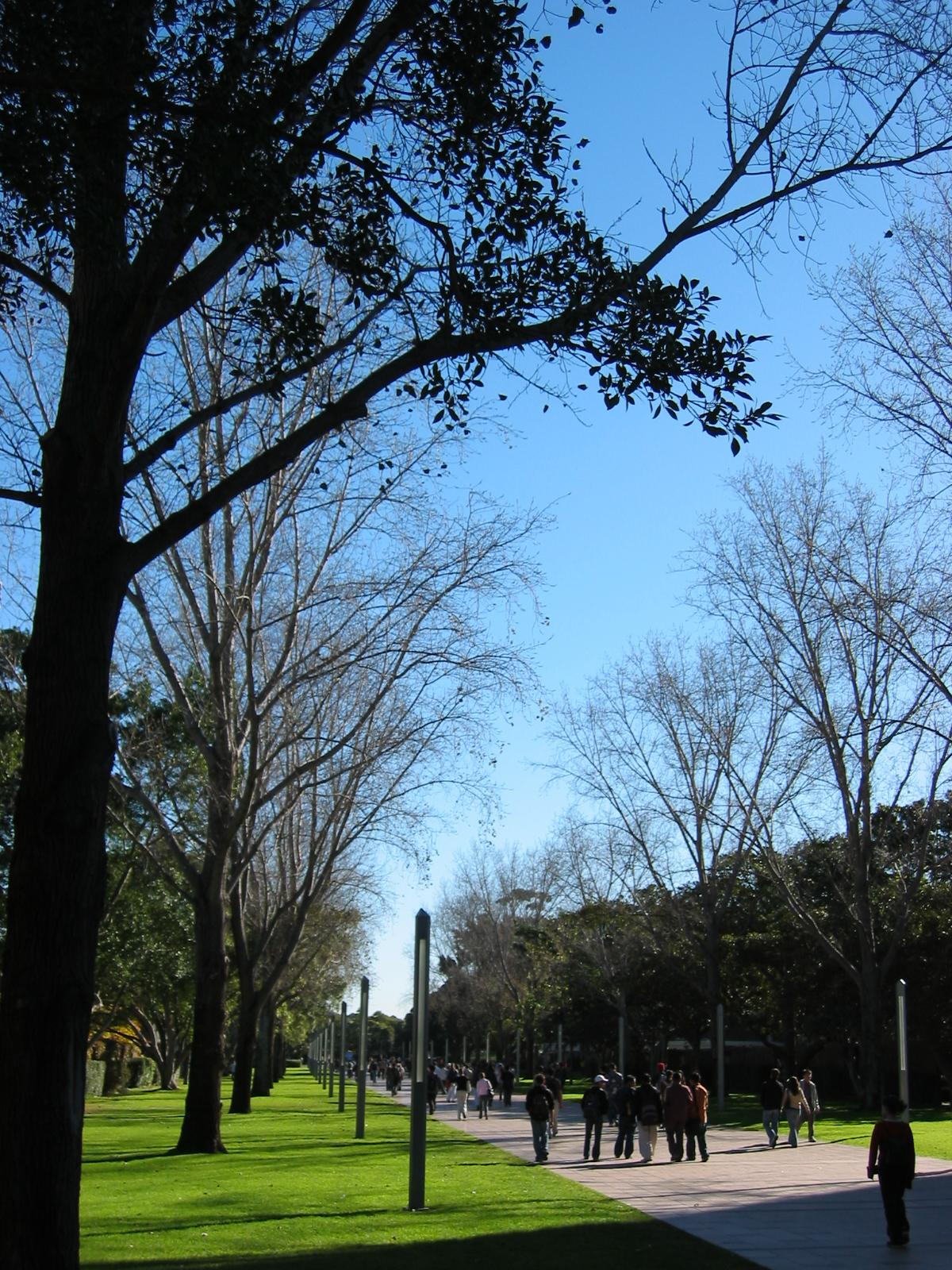
Головна алея Нижнього містечка
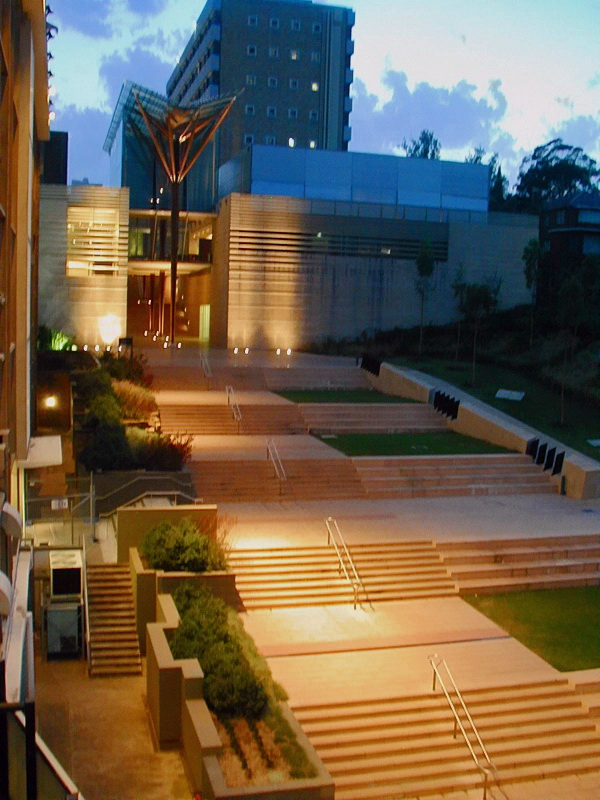
Сходи до будівлі Scientia
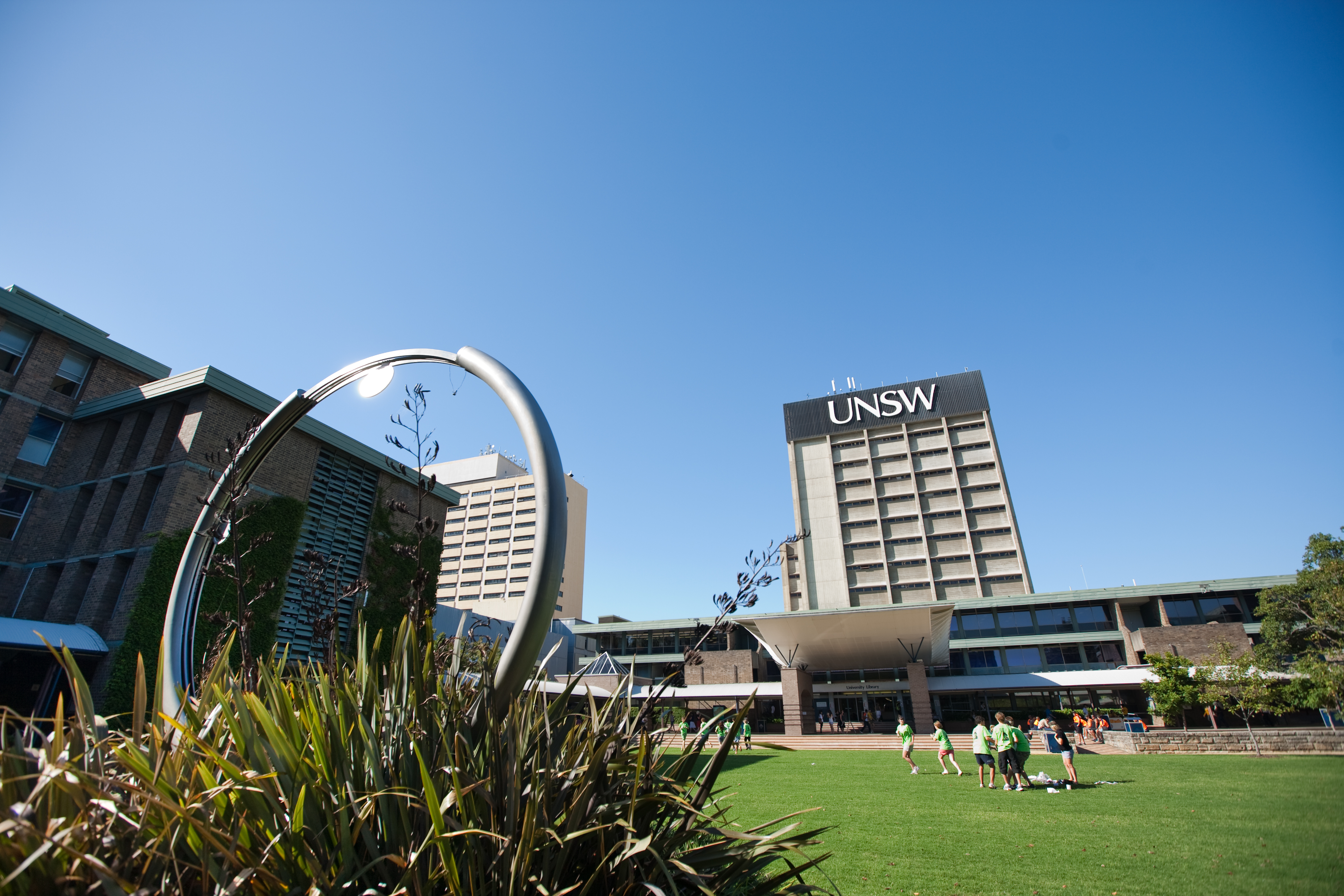
Бібліотека у Верхньому містечку
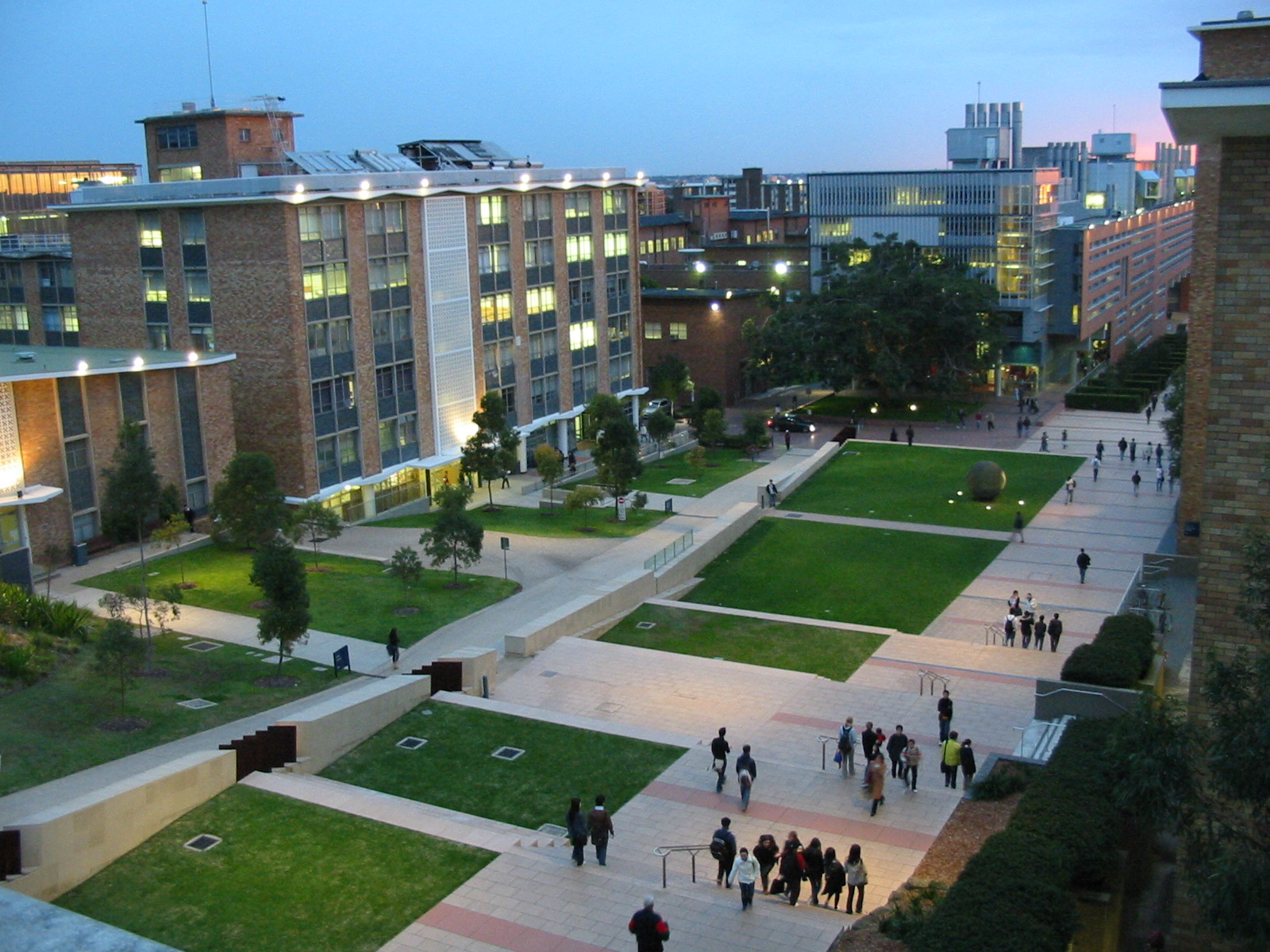
Головна алея UNSW
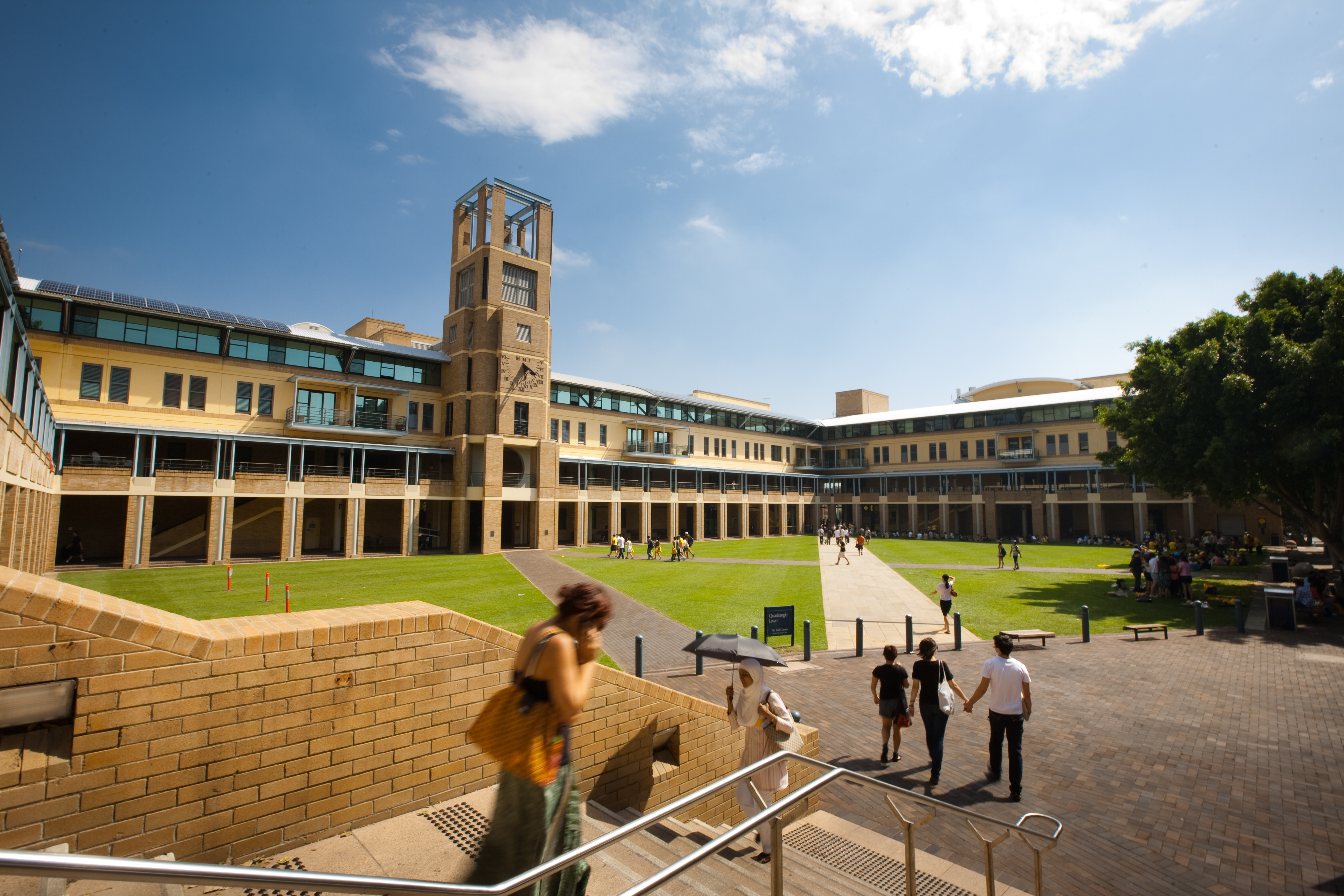
Квадратна будівля
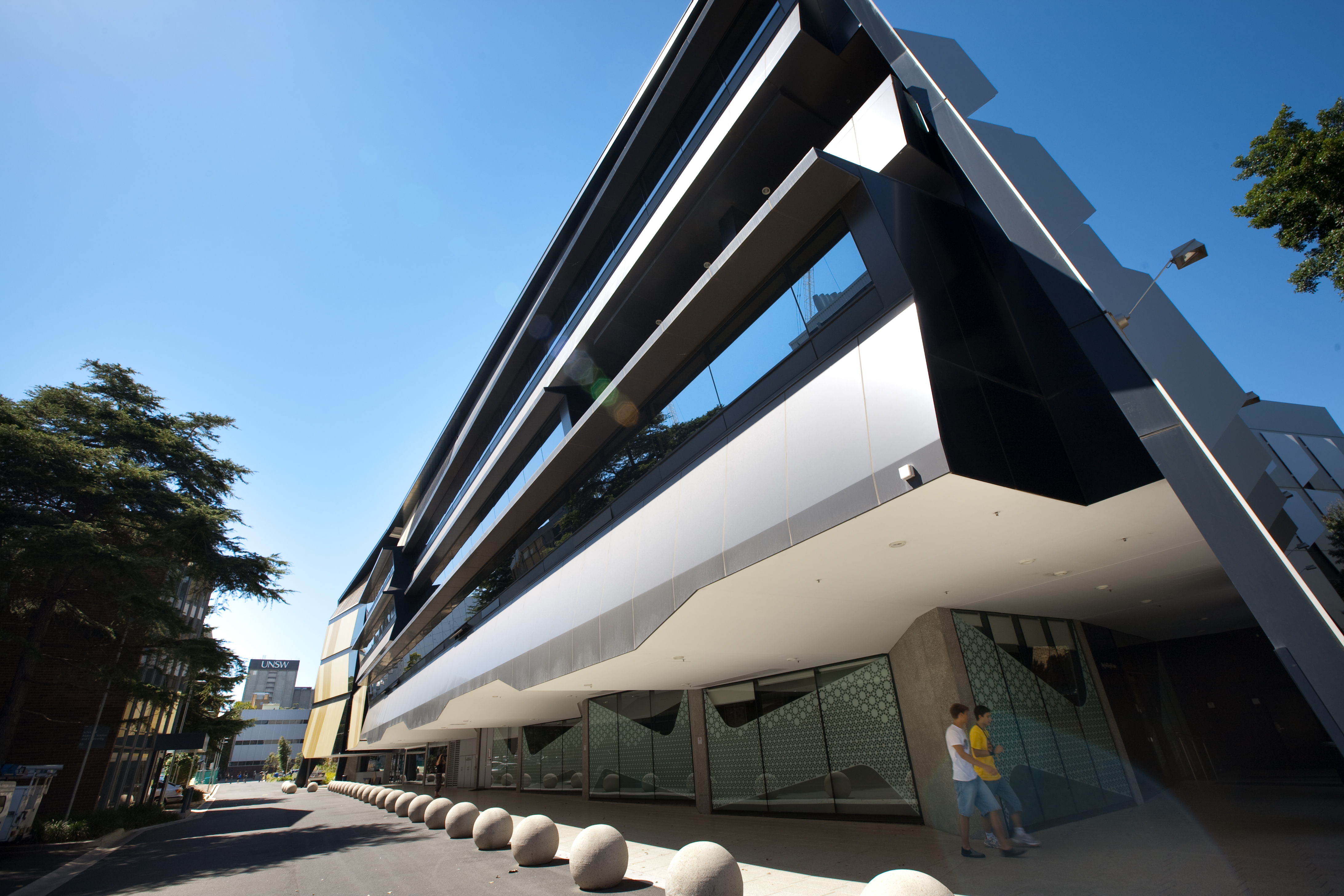
Приміщення Факультету права
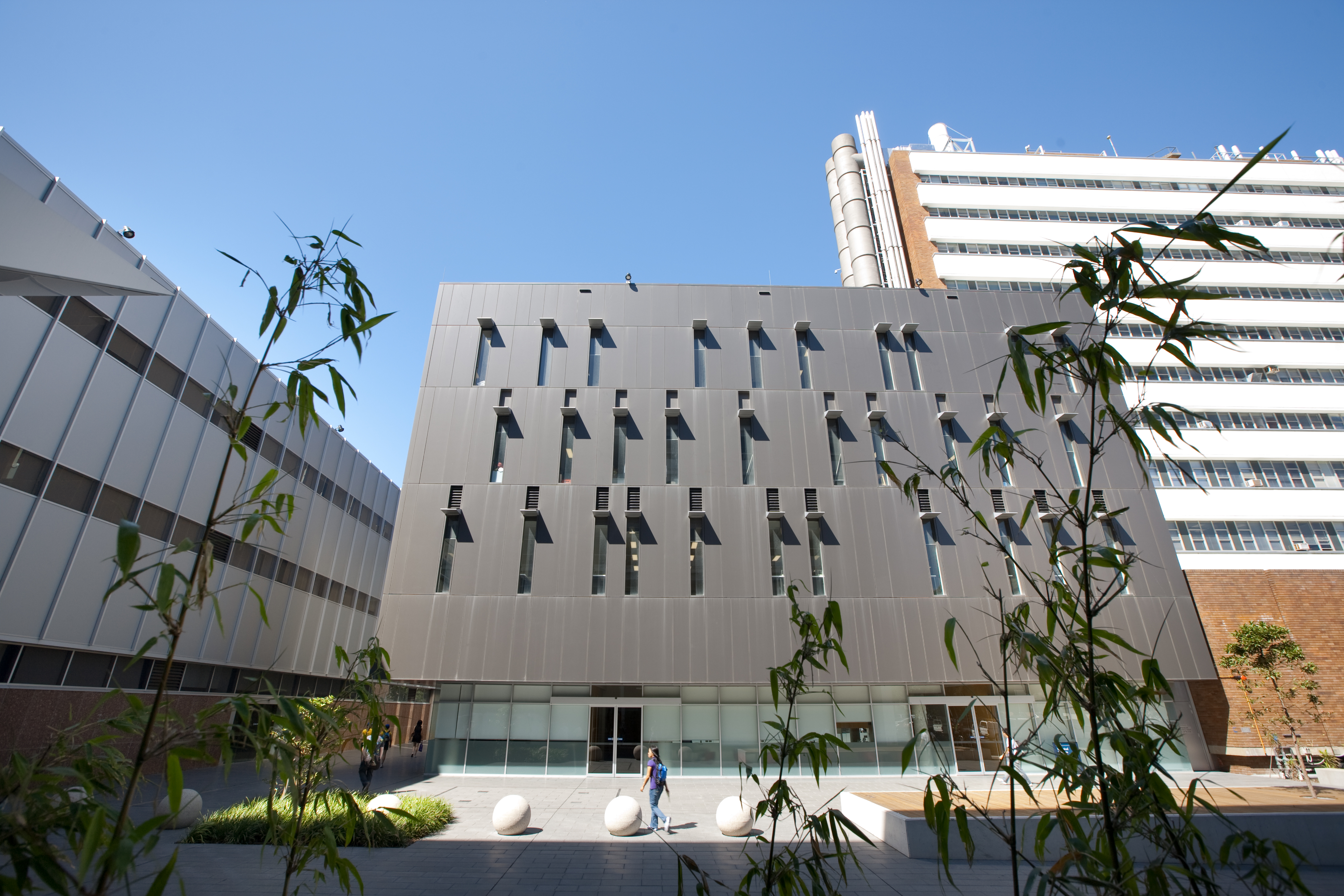
Кафедра хімічних наук
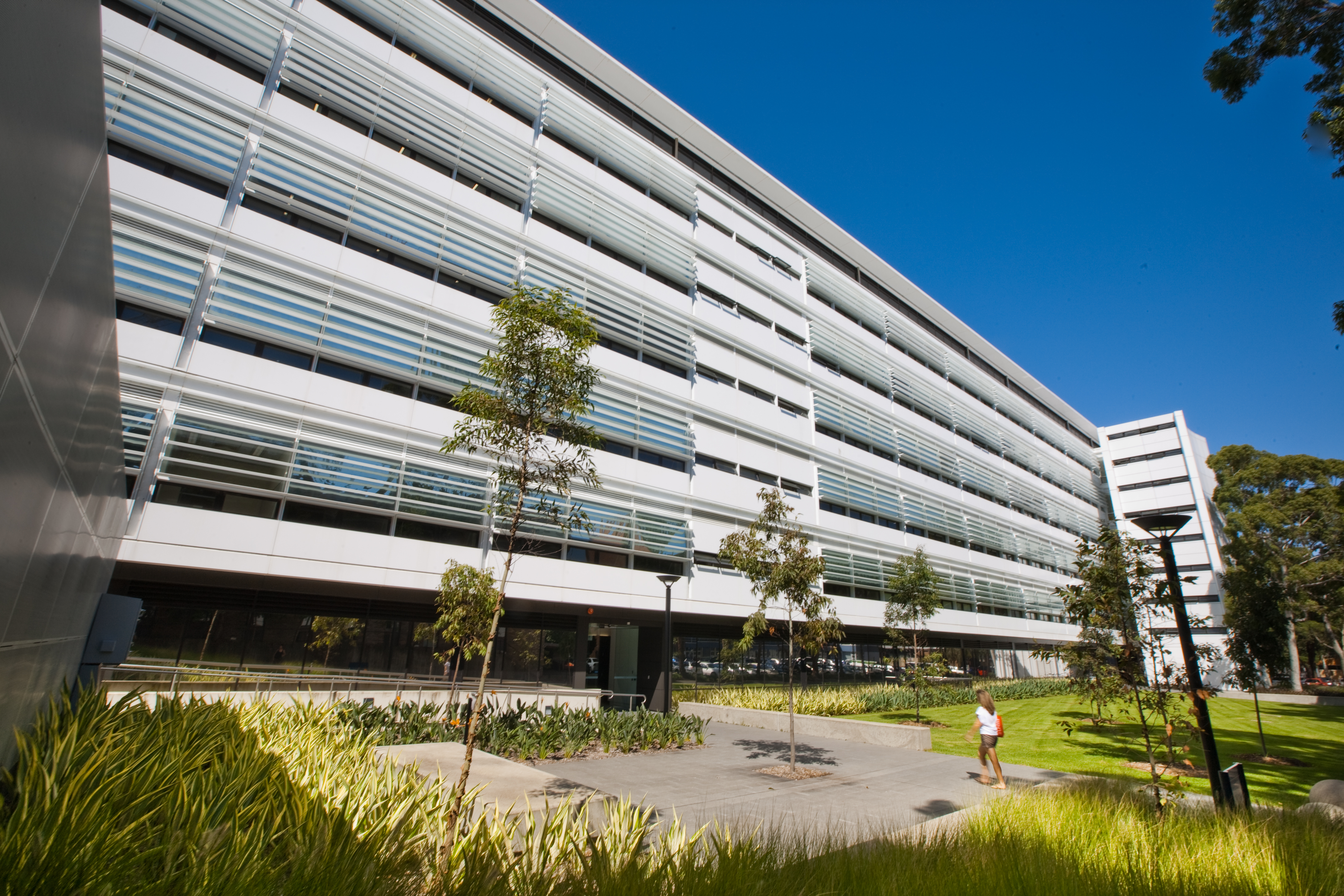
Австралійська школа бізнесу
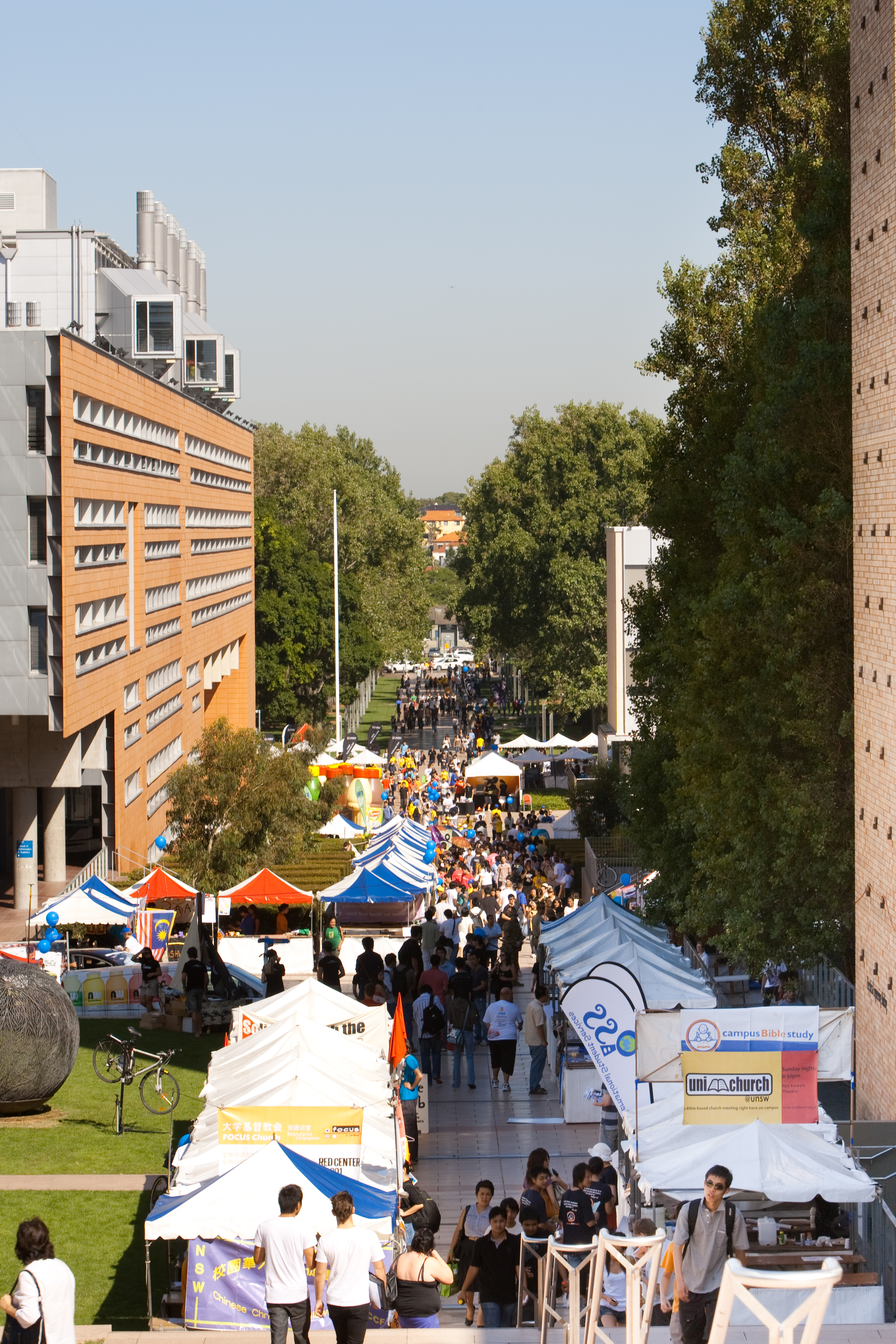